# Delia dolichosternita
Delia dolichosternita este o specie de muște din genul Delia, familia Anthomyiidae, descrisă de Cao, Liu și Xue în anul 1985. Conform Catalogue of Life specia Delia dolichosternita nu are subspecii cunoscute.